# Неверне љубави
Неверне љубави (шп. Amores… querer con alevosía) мексичка је теленовела, продукцијске куће ТВ Астека, снимана 2001.
У Србији је приказивана током 2002. и 2003. на локалним телевизијама.

## Синопсис
Каролина је студенткиња из средњег стлежа која живи са родитељима и двема сестрама. Након предавања, она са дечком Мариом одлази на интересантан скуп. Тамо долази и Пабло, млади богаташ, у пратњи своје девојке Кармеле и неколико пријатеља. Стицајем околности, Каролина и Пабло се свађају и вређају једно друго, али не могу да порекну да међу њима постоји јака физичка привлачност. Са друге стране Паблов отац Гиљермо је упао у финансијке проблеме са својом новинарском кућом и моли Каролининог оца за помоћ. Покренут је нови магазин и Гиљермо ангажује Каролину и неколико њених пријатеља да раде за њега. Када симпатична студенткиња поново сретне Пабла, започеће рат против њега, несвесна да се заљубљује. Истовремено, њени и Паблови родитељи пролазе кроз тешке брачне кризе - Гиљермо је импотентан, због чега се дистанцира од супруге Сузане, која утеху проналази у наручју синовљевог друга Ивана.

## Улоге
| Глумац:               | Улога:            |
| --------------------- | ----------------- |
| Барбара Мори          | Каролина Моралес  |
| Кристијан Мајер       | Пабло Херерос     |
| Данијел Мартинез      | Иван              |
| Хуан Мануел Бернал    | Марио Родригез    |
| Фернандо Басерил      | Гиљермо           |
| Патрисија Бернал      | Сузана Херерос    |
| Мигел Анхел Фериз     | Артуро Моралес    |
| Габријела де ла Гарза | Кармела Виљалонга |
| Саби Камалич          | Кристина          |
| Карла Родригез        | Консуело          |
| Кармен Беато          | Анхела            |
| Леон Мичел            | Хулијан           |
| Дино Гарсија          | Игнасио Орозко    |
| Елизабет Сервантес    | Матилде Моралес   |
| Ирене Азуела          | Росио Моралес     |
| Маријана Исла         | Пилар Санчез      |
| Едуардо Викторија     | Антонио Редондо   |
| Кармен Перкинс        | Мерседес Кинтана  |
| Лариза Мендизбал      | Беатриз Кинтана   |
| Хорхе Леви            | Алберто Руиз      |
| Карлос Торес Ториха   | Фернандо          |
| Плутарко Хаса         | Салвадор          |
| Клуадија Соберон      | Клаудија          |